# Hilaire Vanbiervliet
Hilaire Vanbiervliet (Kortrijk, 29 oktober 1890 - 1981) was een Belgische schilder behorende tot het Vlaams expressionisme.
Vanbiervliet leefde in zowel Vlaanderen als Normandië. Hij schilderde landschappen en landelijke en religieuze taferelen. In 1973 ontving Vanbiervliets oeuvre de Gouden Medaille voor "Kunsten, Wetenschappen en Literatuur" van de Académie française. De prijs werd overhandigd door de Franse schrijver Marcel Achard, die de commissie voorzat.